# Amerotyphlops costaricensis
Espèce
Synonymes
- Typhlops costaricensis Jiménez & Savage, 1963

Statut de conservation UICN

 LC  : Préoccupation mineure
Amerotyphlops costaricensis est une espèce de serpents de la famille des Typhlopidae. 

## Répartition
Cette espèce se rencontre au Honduras, au Nicaragua et au Costa Rica.

## Description
Dans leur description les auteurs indiquent que le spécimen en leur possession mesure 369 mm dont 4,5 mm pour la queue.

## Étymologie
Son nom d'espèce, composé de costaric[a] et du suffixe latin -ensis, « qui vit dans, qui habite », lui a été donné en référence au lieu de sa découverte, le Costa Rica.

## Publication originale
- Jiménez & Savage, 1963 "1962" : A new blind snake (genus Typhlops) from Costa Rica. Revista de Biología Tropical, vol. 10, p. 199-203 (texte intégral).